# Мађари у Народноослободилачкој борби
Припадници мађарске националне мањине у Југославији, иако су њихови сународници били једни од окупатора Југославије, имали су учешћа у Народноослободилачкој борби народа и народности Југославије. Највеће учешће Мађара у Народноослободилачком покрету било је у Бачкој 1941. године, али је оно брзо угушено акцијом мађарске фашистичке окупационе војске. Од припадника мађарске националне мањине у Славонији је 1943. године у оквиру Народноослободилачке војске и партизанских одреда Југославије формиран је Батаљон „Шандор Петефи“, а крајем 1944. године и Петнаеста војвођанска бригада „Шандор Петефи“.

## Бачка и Барања
Одмах после Априлског рата и окупације Краљевине Југославије, 1941. године, Комунистичка партија Југославије је почела да ради на организовању оружаног устанка. У Војводини су учешће у припреми устанка 1941. године узели и Мађари који су од раније били чланови Партије. Током јуна и јула формиране су партијске организације у Суботици, Сенти, Ади, Бачкој Тополи, Чантавиру, Моравици, Сомбору, Петровом Селу и др. У свим овим партијским организацијама било је Мађара, а у неким местима у Сенћанском и Тополском срезу они су чинили већину. У Суботичком округу секретар и већина чланова партијског вођства су били Мађари, а у Бачкој Тополи од око сто комуниста њих 95% су били Мађари.
Јулски устанак у Србији, снажно је одјекнуо у Војводини. Припреме за борбу су и овде вршене убрзаним темпом. Вршено је прикупљање оружја и формирање борбених десетина. Међу Мађарима рад на организацији устанка обављао је Ерне Киш, члан Покрајинског комитета КПЈ за Војводину. Он је обилазио мађарска насеља у Бачкој и Барањи и организовао мађарске комунисте и антифашисте за борбу против окупатора. У Суботичком округу партијским радом руководио је Отмар Мајер, бивши главни уредник часописа „Хид“; у Сенћанском срезу Јожеф Бакош и Петер Молнар, а у Тополском Јожеф Шинковић. Мађарски комунисти и антифашисти схватили су да се борбом против фашизма боре и за слободу свог народа.
Упоредо са организационим радом, израдом илегалне штампе, ширењем летака са вестима о источном фронту и устанку у Србији, прикупљањем оружја и сабирањем црвене помоћи вршено је и организовање борбених јединица и припремање оружаних акција. Прве акције изведене су у футошком атару у околини Новог Сада. Петорица активиста НОП-а запалило је неколико камара жита. Међу њима била су и двојица Мађара - браћа Антал и Ђерђ Немет. Млађи брат Антал и још један активиста су одмах убијени, приликом борбе која је вођена са жандармима, док је старији брат Ђурка Немет убијен у новосадској полицији, јер није хтео признати ни једне једине речи. Диверзантске акције су се потом прошириле на суботички атар, где је једна скојевска група организовала паљење једне велике камаре жита на биковачким салашима.
Појава диверзантских акција на бачким салашима и њивама изазвала је забринутост код окупатора. Органи мађарске контрашпијунаже преплавили су бачка и барањска села. На све стране су тражили комунисте и антифашисте не би ли ликвидирали покрет отпора. Улицама су крстариле жандармеријксе патроле, док су у сваком већем месту, граду или селу били стационирани одреди војске. Због слабе конспиративности, међу првима су страдале суботичка ударна група и група чланова суботичког СКОЈ-а. После мучења у полицији изведени су пред преки суд. Двојица активиста - Ференц Хегедиш и Јожеш Лихт осуђени су на смрт, а остала петорица на временске казне затвора од 8 до 12 година. Пошто су петорица скојеваца били малолетни нису били осуђени на смрт, јер су Мађарски закони забрањивали смртне казне за лица испод 21 године. Касније при вршењу полициских рација у шајкашкој, Новом Саду и другим местима мађарски фашисти се нису придржали ове одредбе и убијали су на стотине омладиница и деце.
Главна преокупација мађарске окупационе полиције у Бачкој, током лета 1941. године, била је хапшење једног од организатора устанка - Енреа Киша. У ову сврху вршена су многобројна хапшења у Сомбору, Моноштору, Бездану, Телечки и другим местима. На доставу издајника, окупаторска полиција успела је да у околини Бездана ухапси Енреа Киша, док је ишао да посети тамошњу партијску организацију. У сомборској полицији Енре ништа није признао, али су неки од ухапшених подклекнули под полицијском тортуром и дали против њега отежавајућа признања. Сегедински преки суд осудио је на смрт Енреа Киша, члана Покрајинског комитета КПЈ за Војводину и једног од организатора устанка у Бачкој и Барањи. Он је био рођен у барањском селу Чузи; почетком тридесетих година робијао је као политички затвореник у сремскомитровачком затвору, а прих дана окупације постао је члан ПК КПЈ за Војводину; убијен је 3. октобра 1941. у Сегедину.
Мађарска опкупациона полиција успела је да провали у редове покрета отпора у Суботичком срезу. Опсежна хапшења вршена су у Бачкој Тополи, Чантавиру, Сенти, Суботици, Новом Саду и другим местима. Истражно одељење контрашпијунаже, после Сомбора, отворило је свој центар и у Бачкој Тополи тзв. „Адамова кућа“, где је спроведен део ухапшених из Новог Сада и Суботице, међу којима Отмар Мајер, секретар Окружног комитета КПЈ за Суботицу и Ђула Варга, Пал Карас, Јанош Кочи и други активисти новосадске партијске организације. Пошто су полицијска хапшења добила страховите размере, овај полицијски центар је постао мали, па су отворена још три нова - у Чантавиру, Сенти, Ади и Суботици. Посебно је била злогласна суботичка „жута кућа“ у којој је близу хиљаду људи страховито мучено, а неколицина убијена, међу којима Мађаш Вуковић, пољопривредник из Суботице и Данијел Сабо, пољопривредник из Моравице.
Петнаесторо суботичких комуниста осуђено је на смрт, а међу њима је било троје Мађара - Отмар Мајер, Рокуш Шимовић и Иштван Лукач. У Сенти је на смрт осуђено шесторо комуниста, а међу има је био и једна Мађар - Петер Молнар, који је био секретар партијске организације. У Ади је осуђено двоје активиста и обојица су били Мађари, а један од њих је био секретар месног комитета. У Новом Саду је међу првом петорицом осуђених на смрт било четворо Мађара - Ђула Варга, Руди Клаус, Пал Карас и Јанош Кочи. У Бечеју је на смрт осуђено њих дванаесторо, од којих су њих тројица били Мађари, а у Петровом Селу, при покушају бекства, убијен је Михаљ Шаму.
Мађарски фашистички окупатор је касније настојао да не приказује стварни национални однос погубљених антифашиста, јер је настојао да читавом Народноослободилачком покрету у Бачкој и Барањи да српско-јеврејски карактер, каквим га је приказао радништву у Мађарској, у жељи да подстакне националну мржњу. Због тога се касније дешавало да су за припаднике мађарске националности, па чак и чланове партије и руководиоце, избегаване смртне казне и они су обично осуђивани на дугогодишње затворске казне.
Први „талас чишћења“ нанео је жесток ударац Народноослободилачком покрету у Бачкој и Барањи, а нарочито његовој мађарској линији, која је претрпела тешке губитке. Поред већ побројаних побијених мађарских комуниста и антифашиста, мађарска окупациона полиција је наставила хапшења и малтретирања. У Бачкој Тополи је ухапшено око 70 људи, а пред суд је изведено 16, а осуђено 14. У Чантавиру је ухапшено око 50, а осуђено 30. У Моравици је укапшено око 30, од којих је један дотучен у суботичкој „жутој кући“, а пред суд изведено 14, али су они, због одличног држања пред судом, сви ослобођени. У Фекетићу је ухапшено десетак људи, али су сви, у недостатку доказа, пуштени на слободу. У Иђошу је ухапшено такође десетак лица, од који су четири осуђена. И међу овим ухапшенима је било Мађара, а највећи број у Тополском срезу, где су њих 95% ухапшених комуниста и антифашиста били мађари. Иако је у Чантавиру постојао Месни, а у Бачкој Тополи Срески комитета КПЈ нико од ухапшених није осуђен на смрт. Доношење смртних казни за Мађаре припаднике покрета отпора, поново је уведено марта 1942. године, после пораза фашистичких трупа пред Москвом и после чурушког, жабаљског и новосадског масовног покоља. Пошто су ови масовни покољи врло лоше примљени у Мађарској, а нарочито војвођанској јавности, овог пута се одустало од доношења масовних смртних казни над ухапшених Мађарима. Пошто је читав Народноослободилачки покрет требало приказати као српско-јеврејски, а похапшене Мађаре као заведено оруђе у њиховим рукама.
У Сенти је ухапшено око 100 људи, пред суд је изведено 35, од којих је њих шест осуђено на смртне казне, а остали на временске казне од 6 месеци до 15 година. Један од осуђеника Јанош Такач, убрзо је умро од задобијених повреда од мучења у истражном затвору. Међу осуђеницима на робију било је 20 Мађара. У Ади се број ухапшених кретао око 40, од којих су двојица осуђена на смрт, док је међу осуђенима на временске казне био Карољ Чех, један од старих вођа радничког покрета. Слична ситуација била је и у Бечеју. После првих хапшења њих дванаесторо је осуђено на смрт, а међу њима и троје Мађара. У Врбасу је осуђено четворо Мађара, а у Новом Саду, Кули, Сомбору и другим местима у Бачкој вршена су мања или већа хапшења, а међу ухапшенима је увек било Мађара.
Због слабе конспиративности истражни апарат мађарске окупационе контрашпијунаже успео је да у првој години зада велике ударце Народноослободилачком покрету у Бачкој и Барањи. Стотине су ликвидиране на основу судских пресуда, али и без њих, многи су премлаћивани у злогласним иследничким коморама за мучење, а огроман број људи похапшен. Суботички затвор, сегединска тамница „Чилаг“, чувени „Конти“ и „Маргиткерути“, пештански затвори, затвор у Вацу, тамница у Шатораљаујхељу, цегледски затвор, затвор за малолетнике и женски затвор „Марија ностра“, као и кањишки и други интернациони логори били су крцати југословенским комунистима и антифашистима, а међу њима су се налазили и бачки и барањски Мађари, који су раме уз раме са својом српском браћом, спремали и водили борбу против фашистичког окупатора.
Велика хајка мађарског фашистичког окупатора, која се одиграла у периоду од августа 1941. до фебруара 1942. године зауставила је развитак Народноослободилачког покрета у Бачкој и Барањи. Многи партијски руководиоци, а међу њима највише Мађари, су се повукли у илегалност. Рад им је био веома отежан јер је полиција већину њих знала. Већина ухапшених које је суд или полиција пуштала кући био је стављен под полицијски надзор. У Северној Бачкој интензивиран рад контрашпијунаже је задао тежак удар покрету. Поред бројчаних и организационих губитака, покрету је начињена и велика штета, јер је после првих хапшења окупатор успео да из Народноослободилачког покрета истргне Мађаре. Због тога је покрет касније обухватао само припаднике српске и хрватске националности. Ова чињеница потврђује да је окупатор делом успео да постигне један од својих важних циљева - да одвији мађарске масе од Народноослободилаког покрета и да њега приаже као српско-јеврејску ствар. Мађарски фашисти су тиме хтели да стекну право на „коначни обрачун“ са словенским (углавном српским) становништвом као целином.
Тежиште Народноослободилачке борбе у Војводини је после 1941. године било пренесено у Срем. Међу сремским, а касније и међу славонским партизанима налзили су се и Мађари. У Народноослободилачкој бори у Срему учествовао је и Пал Шоти, народни херој и један од најистакнутијих бораца радничког покрета Војводине. Иако је Партија у току 1941-1942. изгубила велик број својих активиста, она је радила на обнови и ширењу Народнослободилачког покрета. У партијском организационом раду значајну улогу имала је Мађарица Клара Фејеш, ученица из Баната. Она је још 1941. године прешла из Банта и по непосредним директивама Покрајинског комитета КПЈ за Војводину радила у Новом Саду и другим местима јужне Бачке, док јој, у јесен 1943. године нису ушли у траг органи контрашпијунаже у Бачкој Паланци. При покушају хапшења Клара се није предала већ је пружила отпор и у борби са жандармима погинула.
У мађарском делу Народноослободилачког покрета није било значајнијих промена све до јесени 1943. године. Они Мађари, који се нису слагали са фашистичком окупаторском политиком, задовољавали су се пасивним држањем, док се активним партијским радом бавило свега неколико Мађара у Срему и јужној Бачкој. Један део Мађарских комуниста, да би се извукао од сталног полицијског надзора, је отишао у мађарску метрополу Пешту. Они су, међутим, убрзо увидели да њихов боравак у Пешти не може ништа користити покрету, па су под вођством Милана Џанића, поново успоставили везу са Народноослободилачким покретом. Они су имали имали задатка да преузимају и шире илегалне материјале, прикупљају медицински материјал и лекове за Народноослободилаку војску, као и да прикупљају друга материјална средства.
У јуну 1943. године мађарска окупациона полиција извршила је опсежне акције, праћене бројним хапшењима у Новом Саду и околини. У Сенти, где је међу Мађарима покрет поново почео оживљавати, ухапшено је и спроведено у Нови Сад 10 лица. Од тога је четворо осуђено на робију, а остали су одведени у сабирни логор. Извршена су хапшења и у Врбасу и Оџацима. Међу ухапшеним Новосађанима били су и Мађари - браћа Хусар и др. Хапшењем је закачена и пештанска група па је ухапшен и Милан Џанић, каснији вођа ухапшеника у покушају пробоја из шатораљаујхељске тамнице, који због издаје, није успео и којом приликом је погинуо и он и ноги други затвореници. Године 1944. изведен је још један значајан удар у Новом Саду, којом приликом је пало као жртве и неколико Мађара антифашиста. Крајем 1944. у руке полицији је пао и Карољ Јо, кога је Партија била поставила на чело покрета у Северној Бачкој.
У појединим местима у Војводини долазило је до хапшења и због разних акција. Тако су на пример у Бачкој Тополи ухапшени Јожеф Јаник и Лајош Червенак, који су редовно ширили вести московског радија и објављивали неизбежан пораз фашистичке Немачке. Обојица су осуђена на казне тешке робије. Овај и други слични случајеви потврђују да је крајем 1943. и у 1944. години једном делу мађарског народа већ била јасна ситуација. Многи радници нису одлазили на посао, због чега су их окупатори одводили на принудан рад, док је од сељака одузимана стока и жито за рачун Немаца. Бачки и барањски Мађари су били први међу свим Мађарима који су увидели да је ствар мађарских фашиста, који су своју судбину везали за нацистичку Немачку, пропала. У лето 1944. све је више растао број мађарских малдића који се нису одазивали позивима у војску, док су други опет дезертирали из војске, јер су их тамо одводили против њихове воље. Они никако нису хтели да иду на фронт, тако да су већ поткрај ратног похода најважнијим својим задатком сматрали повратак кући по сваку цену. Приликом повлачења, између Дунава и Тисе, одвајали су се од немачке фашистичке војске. Они који су Југославију сматрали својом домовином кренули су на југ, у ослобођену Бачку.

## Мађари народни хероји Југославије
За народне хероје Југославије проглашено је троје припадника мађарске националне мањине у Југославији. 
- Михаљ Серво (1900—1941), политички секретар Окружног комитета КПЈ за северни Банат и један о организатора Народноослободилачке борбе у Војводини. За народног хероја проглашен 5. јула 1951.
- Коста Нађ (1911—1986), учесник шпанског грађанског рата и Народноослободилачке борбе, командант Треће армије ЈА и генерал армије ЈНА. Орденом народног хероја одликован 20. децембра 1951. године.
- Пал Шоти (1916—1993), учесник Народноослободилачке борбе. Орденом народног хероја одликован 27. новембра 1953. године.